# Zathura : Une aventure spatiale
Pour plus de détails, voir Fiche technique et Distribution.
Zathura : Une aventure spatiale (Zathura: A Space Adventure) est un film fantastique américain réalisé par Jon Favreau et sorti en 2005. Il s'agit d'une adaptation du livre du même nom de Chris Van Allsburg, publié en 2002.

## Synopsis
Danny (7 ans) et son grand-frère Walter (10  ans) sont laissés sous la surveillance de leur grande sœur adolescente Lisa. Leur père, divorcé, est contraint d'aller travailler en urgence même un samedi. Alors que Lisa traîne au lit, les rapports sont tendus entre les deux garçons.
Enfermé dans la cave de la maison par son grand frère, Danny découvre une boîte d'un étrange et ancien jeu de société au décor spatial, Zathura. À peine ont ils commencé à jouer, que les deux frères se retrouvent propulsés dans l'espace avec la maison et découvrent aussi qu'ils ne peuvent plus arrêter la partie commencée. Ils se retrouvent face aux redoutables Zorgons, dont les vaisseaux de combat rôdent en attendant de les attaquer. Danny et Walter doivent mettre leur rivalité de côté pour pouvoir survivre et espérer retourner chez eux. Il leur faudra donc affronter chaque étape du jeu où tout est possible. Après des rencontres imprévues et des épreuves spectaculaires, ils vont découvrir que leur seule chance est de faire équipe, parce que dans ce jeu on n'a qu'une seule vie.

## Fiche technique
- Titre original : Zathura: A Space Adventure
- Titre français : Zathura : Une aventure spatiale
- Réalisation : Jon Favreau
- Scénario : David Koepp et John Kamps, d'après l'œuvre de Chris Van Allsburg
- Musique : John Debney
- Décors : J. Michael Riva
- Costumes : Laura Jean Shannon
- Photographie : Guillermo Navarro
- Montage : Dan Lebental
- Production : Michael De Luca, Scott Kroopf, William Teitler, Peter Billingsley, Kyle Gass, Louis D'Esposito (en) et Ted Field
- Société de production : Columbia Pictures
- Budget : 65 millions de dollars
- Pays de production :  États-Unis
- Format : couleurs - 35 mm - 1,85:1 - DTS / Dolby Digital / SDDS
- Genre : aventure, fantastique et science-fiction
- Durée : 101 minutes
- Dates de sortie[1] :
  - États-Unis : 11 novembre 2005
  - France et Suisse : 1er février 2006
  - Belgique : 22 février 2006

## Distribution
- Jonah Bobo (VF : Théo Gebel) : Danny Budwing
- Josh Hutcherson (VF : Maxime Nivet) : Walter Budwing
- Kristen Stewart (VF : Laura Préjean) : Lisa Budwing
- Dax Shepard (VF : Lionel Tua) : l'astronaute
- Tim Robbins (VF : Emmanuel Jacomy) : le père de Danny, Walter et Lisa
- John Alexander : le robot qui attaque Walter
- Frank Oz : voix du robot
- Derek Mears : chef Zorgon
- Skip Reissing : Zorgon
- Joe Bucaro III : Zorgon
- Jeff Wolfe : Zorgon

## Bande originale
- Hey Man, interprété par The Vacancies
- SportsCenter Theme, composé par John Colby
- Slippin, composé par Tom Hammer
- Tidal, interprété par Appogee
- Numb, interprété par Tiff Eaves
- Can't Be Bothered, interprété par The Fight
- Loves Me Like a Rock, interprété par Paul Simon

## Autour du film
- Un lecteur PDF écrit par "Program With Movie Title" porte le nom du film[2],[3],[4].
- Un navigateur web écrit par la même équipe s'appelle Jumanji[5].

## Produits dérivés
Le 3 novembre 2005, le jeu d'action-aventure intitulé Zathura, développé par High Voltage Software, est édité par 2K Games sur PlayStation 2 et Xbox,. Une version Game Boy Advance est parfois évoquée durant le développement du jeu, mais ne sort jamais,.